# Любов (християнство)

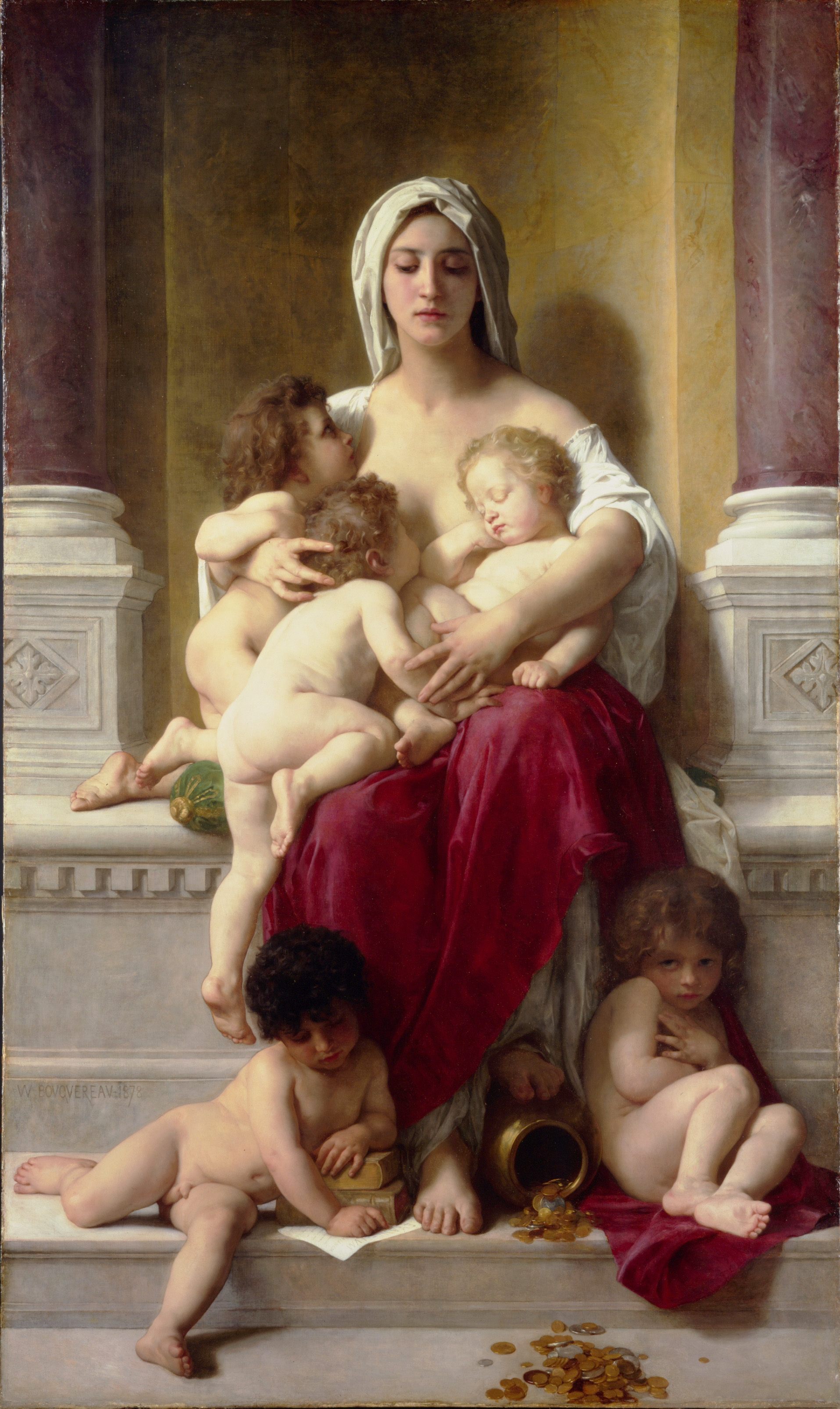
Любов (Адольф Вільям Бугро, 1878)

Любо́в (лат. caritas; англ. charity, ісп. caridad, італ. carità; грец. ἀγάπη, агапе) — у християнській теології найвища і найпрекрасніша чеснота. Позначає безкорисну любов Бога до людей, людини до ближнього тощо. Перша і найголовніша з трьох основних чеснот — віри, надії і любові. Також — карітас, ми́лість (пол. miłość).

## Опис
Любов — найперша християнська чеснота, і також виявлення дару Святого Духа. Пише Павло у «Посланні до Коринтян»: «Я ж покажу вам путь ще кращу. Любов ніколи не перестає», а також говорить про любов в контексті інших духовних дарів. Любов є даром, як говорить сам Павло, «найдосконалішим, який ніколи не перестає».
Любов — це не тільки чеснота. Це сама сутність життя. Бог є Любов і за іменем, і за діями. Любов з'єднує людину з Богом, Джерелом любові. «Любов — довготерпелива, любов — лагідна, вона не заздрить, любов не чваниться, не надимається; не бешкетує, не шукає свого, не поривається до гніву, не задумує зла; не тішиться, коли хтось чинить кривду, радіє правдою; все зносить, в усе вірить, усього надіється, все перетерпить. Любов ніколи не переминає…» (1 Кор. 13,4-7).
Любов до ближнього є природним наслідком дійсного діяння Духа любові в серці людини. Не можна говорити про справжню любов до Бога без зовнішніх проявів у способі мислення, дій і вираження прагнень. Уміння любити і приймати ближніх такими, якими вони є — це зовнішній прояв внутрішнього перетворення і обожествлення чи возз'єднання з Христом. Заповіді любити Бога і ближнього творять нерозривну цілісність (Мт 22,34-40). Доброзичливість, повага, уміння пробачати, чутливість до потреб інших — це ознаки, характерні для життя людини, возз'єднаної з Христом, які повинен сповідувати християнин. Особливим проявом цієї духовної єдності є здатність відповідати на зло добром, на зневагу — вибаченням, що також є виразом зрілої християнської позиції.
«Любов є добрий устрій душі, так що вона нічого з існуючого не любить більше, ніж пізнання Бога».

## Плоди любові
- Поєднання. Правдива любов завжди прямує до єдності. Той, хто любить страждає, коли не може перебувати з тим, кого любить. Це суттєве спрямування любові на «unio» є дуже виразне у подружній любові, батьківській любові чи любові-дружбі. Подібно є у любові до Бога. Хоча у земному житті єднаємося з Богом у вірі, повне з'єднання відбудеться в майбутньому віці. Та вже тут є дуже інтенсивні моменти зустрічі, наприклад у причасті. Також свідома любов до ближнього веде до з'єднання з Богом: лат. ubi caritas et Amor – Deus ibi est
- Екстаза — вихід з себе. Святий Тома вважав, що екстаза не є надзвичайним містичним станом, це знак кожної правдивої любові, оскільки тоді наступає вихід з меж власного «я». Егоїст не здатний любити, бо цілковито зосереджений на собі, є рабом самого себе. Тоді, яка людина, яка справді любить Бога, дарує себе улюбленій Особі, виконує не свою, а її волю, дбає про її благо. Егоїст має тверде і холодне серце, а той хто любить має тепле, палаюче серце (лат. liquefactio). Ось чому правдива любов, так людська як і Божа, спричинює велику зміну в людині, відкриває її на цінності і робить здатною до виконання всілякого виду добра. Хто відчув на собі люблячий погляд Бога, той хоче ще і ще з ним перебувати, насититися Його присутністю. Така зміна є переважно видима для інших.
- Добрий запал. Любов дозволяє будувати кращий світ, гуманізує міжлюдські стосунки, вшановує гідність кожної людини (див. Мати яка любить свою дитину ніколи не перестане турбуватися про неї, навіть якщо це вимагатиме цілоденної посвяти у час хвороби; Мати Тереза). Така любов несе з собою мир. Той, хто любить перебуває в стані благодаті, миру душі. Тоді є менше конфліктів між людьми. Коли виникають конфлікти? Коли є непорозуміння, спроба довести свою правоту, брехня, егоїзм, гординя, бажання добра для себе — це підсилює конфлікти і руйнує мир у спільноті.